# John Wang Ruowang
John Wang Ruowang (chiń. 王若望; ur. w 1962) – chiński duchowny katolicki, biskup Tianshui od 2011.

## Życiorys
Został wybrany biskupem ordynariuszem Tianshui. Sakrę biskupią przyjął z mandatem papieskim 19 sierpnia 2011. 